# مؤسسة الاستثمارات التاجية
مؤسسة الاستثمارات التاجية (المعروفة باسم CIC) هي الشركة القابضة التي تستخدمها حكومة ساسكاتشوان لإدارة شركاتها المالية والتجارية ولي العهد بالإضافة إلى حيازات الأقليات في مشاريع القطاع الخاص.
بدأت كمكتب مالي حكومي (GFO) في عام 1947. كانت مهمتها إدارة وتوجيه الاستثمار وإرجاع الأرباح من مختلف شركات التاج التجارية إلى الحكومة. تم إعادة استثمار أرباح شركات التاج أو إعادتها إلى الحكومة. كما تم استخدام المكتب الإقليمي لاستثمار أموال الحكومة في مختلف التيجان.

## روابط خارجية
- مؤسسة الاستثمارات التاجية في ساسكاتشوان نسخة محفوظة 7 فبراير 2012 على موقع واي باك مشين.